# Sympherobius similis
Sympherobius similis är en insektsart som beskrevs av Carpenter 1940. Sympherobius similis ingår i släktet Sympherobius och familjen florsländor. Inga underarter finns listade i Catalogue of Life.